# Ýrr Jónasdóttir

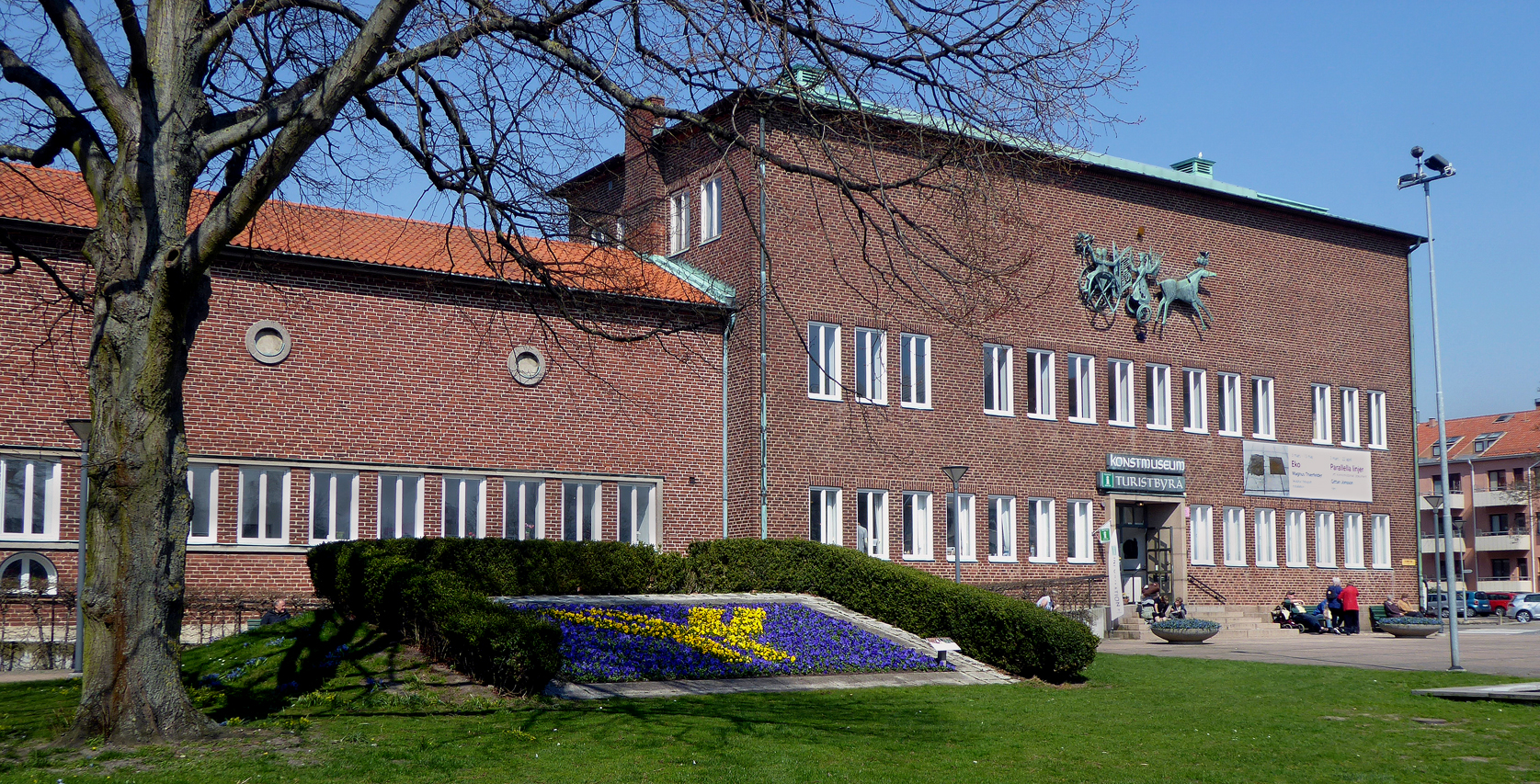
Ystads konstmuseum.

Ýrr Jónasdóttir, född 1969 på Island, är konstvetare och sedan 2008 chef för Ystads konstmuseum.